# Monumento a los soldados y marineros (Cleveland)
El Monumento a los soldados y marineros del condado de Cuyahoga (en inglés, Cuyahoga County Soldiers' and Sailors' Monument) es un importante monumento de la Guerra de Secesión en Cleveland, Ohio (Estados Unidos), en honor a las más de 9 000 personas del condado de Cuyahoga que sirvieron a la Unión durante la guerra. Se inauguró el 4 de julio de 1894 y está ubicado en el cuadrante sureste de Public Square en el centro de Cleveland. Fue diseñado por el arquitecto y veterano de la Guerra de Secesión Levi Scofield, quien también creó las esculturas del monumento. El monumento está regularmente abierto al público, de forma gratuita.

## Historia y construcción

### Planificación (1880-1890)

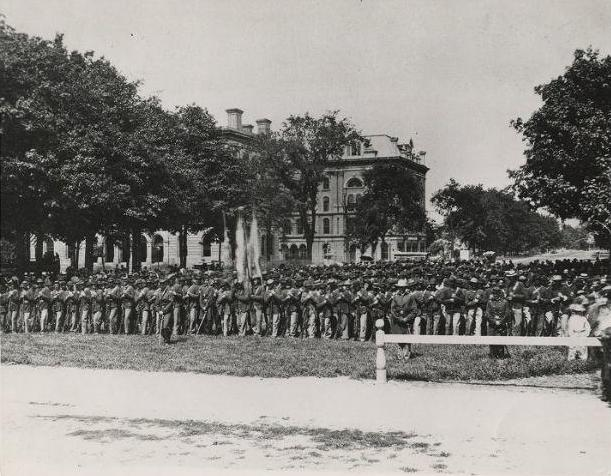
Soldados de la Guerra de Secesión en la Public Square (1865)

El 22 de octubre de 1879 se reunió en Cleveland un grupo de veteranos de la Guerra de Secesión, que propuso construir un monumento. En esta reunión, se aprobó por unanimidad una resolución, “para nombrar un comité de tres, cuyo deber será formular un plan para la construcción de un monumento o memorial adecuado para conmemorar a los soldados y marineros de la Unión del condado de Cuyahoga”. El 30 de octubre se llevó a cabo una convención de soldados y marineros del condado de Cuyahoga. Los 1200 asistentes eligieron un comité de siete hombres para presionar a la Asamblea General de Ohio para obtener fondos.
El 2 de abril de 1880, la Legislatura del estado de Ohio aprobó una ley que autorizaba a los comisionados del condado de Cuyahoga a recaudar un impuesto para “erigir un monumento o lápida conmemorativa de la valentía y el valor de todos los soldados y los marineros [...], que murieran en cualquiera de las batallas libradas al servicio de la República de los Estados Unidos, o de heridas o enfermedades recibidas o contraídas en dicho servicio, y adquieran un sitio adecuado para ello.”
En 1886, en una reunión de la Unión de Soldados y Marineros, se llegó a un acuerdo sobre el diseño general. Algunos favorecían un obelisco o eje tradicional, otros preferían la idea de una sala de placas conmemorativas. Se le pidió a Levi T. Scofield, un veterano local y arquitecto exitoso, que elaborara diseños y planos para la estructura futura y propuso una combinación única de los dos estilos: una sala de placas con un obelisco.
Con el diseño bien avanzado, la siguiente pregunta fue sobre la ubicación. La propuesta inicial era redondear las cuatro esquinas de la Public Square de Cleveland y colocar una gran estatua justo en el cruce de Ontario Street y Superior Avenue. Antes de que se pudiera implementar este plan, las compañías ferroviarias que desarrollaban el sistema de tranvías en rápida expansión en la ciudad reclamaron la intersección. Se consideraron otros lugares en toda la ciudad para el futuro monumento. Sin embargo, el Comité de Monumentos se mantuvo firme en su deseo de ver la estructura construida en Public Square.
El cuadrante sureste en el término de Euclid Avenue fue seleccionado como el sitio más ideal y apropiado. Luego se iniciaron negociaciones con los comisionados de parques de la ciudad de Cleveland, quienes mantuvieron Public Square para asegurar el cuadrante sureste para el proyecto. En abril de 1888, la Asamblea General del Estado de Ohio aprobó el Proyecto de Ley 462 de la Cámara de Representantes para crear una “Junta de Comisionados, que se llamará Comisionados Monumentales del Condado de Cuyahoga, y estará compuesta por doce personas, que serán electores residentes de dicho condado, y miembros del actual Comité Monumental del Condado de Cuyahoga”.

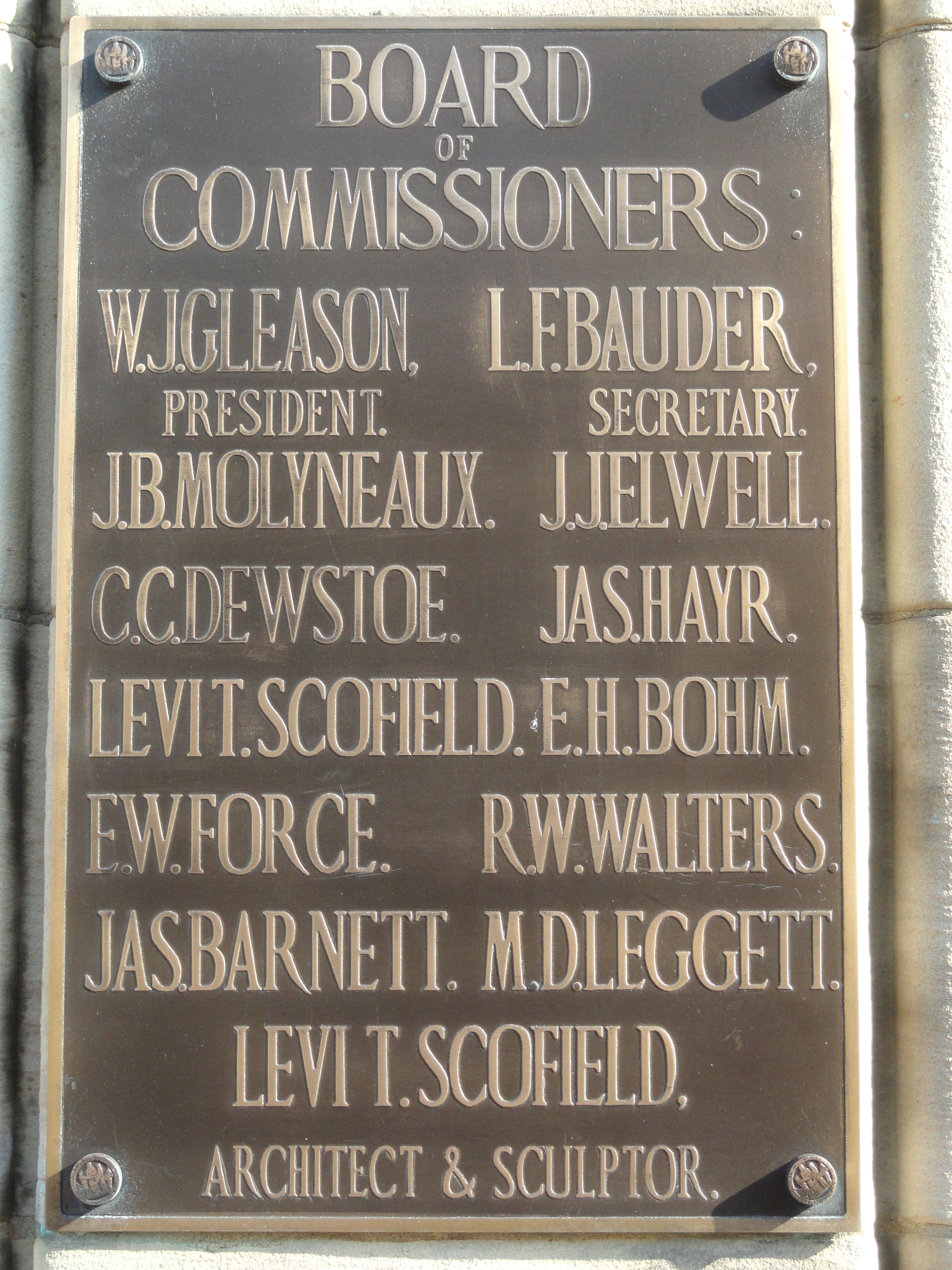
Placa original expuesta cerca de las entradas norte y sur del monumento.

Los doce miembros de esta comisión de construcción fueron:
- William J. Gleason, presidente
- Levi F. Bauder, Secretario
- James Barnett
- Edward H.Bohm
- Charles Dewstoe
- JJ Elwell
- Emory W. Fuerza
- james hayr
- Mortimer D. Leggett
- José B. Molyneaux
- Levi T Scofield
- RW Walters

### Comienzo de la construcción (1890-1894)
A principios de 1890, artistas, modelos y otros artesanos comenzaron el trabajo de diseño de los elementos escultóricos bajo la dirección de Levi T. Scofield. Se produjeron maquetas de todas las estatuas exteriores, así como varias características arquitectónicas, para su revisión y aprobación por parte de la Comisión de Monumentos. Las maquetas de las esculturas exteriores se exhibieron en la Exposición Colombina Mundial de 1893 en Chicago junto con la escultura de Scofield titulada These Are My Jewels, que ahora se encuentra en la propiedad de Ohio Statehouse en Columbus. En 1975, las maquetas fueron donadas por Douglas F. Schofield II, nieto de Levi Scofield, a los ciudadanos del condado de Cuyahoga, y actualmente se encuentran en exhibición en la sala 2 del juzgado del condado de Cuyahoga.
A medida que avanzaba este trabajo, se encargó a Elizabeth Scofield, la esposa de Levi T. Scofield, que compilara los nombres de los veteranos que serían honrados. Como el estado de Ohio no completó su lista oficial de veteranos hasta mediados de los años 1890, los nombres tuvieron que obtenerse manualmente. Usando los registros incompletos del Ayudante General del Estado de Ohio, Elizabeth Scofield compiló listas preliminares. De 1889 a 1891, la Comisión produjo copias de estas listas para ser distribuidas a los veteranos y del Gran Ejército de la República para su corrección y verificación. Tras completar este proceso, en la segunda mitad de 1891 se comenzó a trabajar en la producción de las placas de mármol para la sala conmemorativa, hechas de piedra arenisca de Amherst.

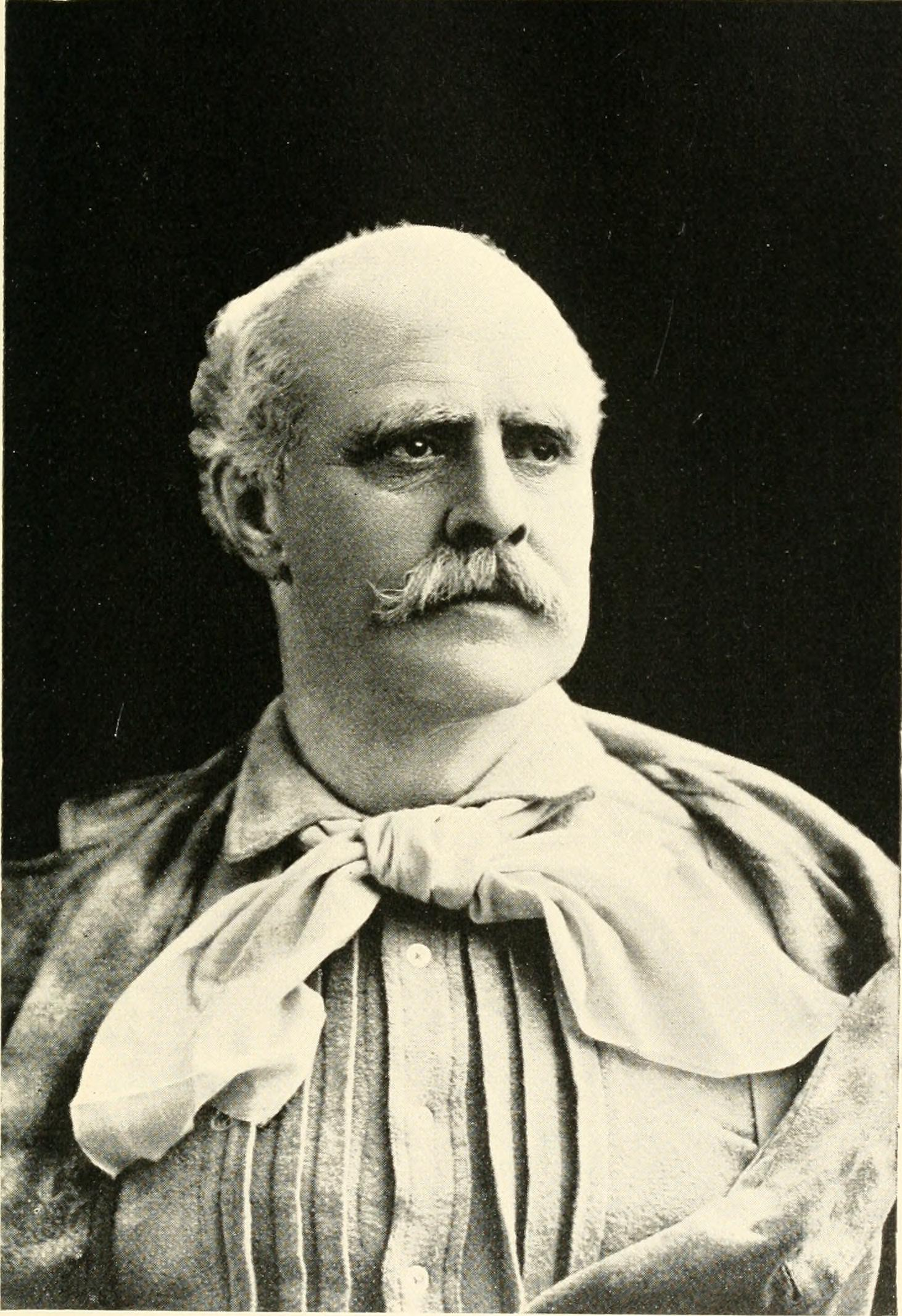
Levi T. Scofield c. 1894.

La Comisión de Monumentos, que deseaba comenzar antes de marzo de 1891, solicitó que la Junta de Comisionados de Parques de Cleveland retirara la estatua del comodoro Oliver Hazard Perry, que se encontraba en el sitio, de conformidad con la ley aprobada por la Legislatura del Estado de Ohio que les otorga autoridad sobre el cuadrante sureste. La ciudad bloqueó estos esfuerzos mientras varios intereses intentaban persuadir a los Comisionados del Monumento para que reubicaran la estructura en otro lugar.
La Comisión de Monumentos presentó una orden judicial contra la ciudad de Cleveland el 15 de abril de 1891, en el Tribunal de Causas Comunes, exigiendo alivio de los esfuerzos de la Junta de Comisionados de Parques para obstaculizar la construcción. El juez Samuel E. Williamson se unió a esta demanda del lado de los Comisionados del Parque alegando daños al valor de su propiedad cercana que resultaría de la presencia del monumento. Sus abogados fueron el juez W. W. Boynton, director y abogado de East Cleveland Street Railway Corporation, y los señores Estep, Dickey, Carr y Goff. La Corte falló en contra de la Comisión de Monumentos. Los comisionados, que se refirieron a esta pérdida como su “Bull Run”, presentaron de inmediato una apelación ante la Corte Suprema de Ohio.
Gleason et al. v. Cleveland se decidió el 21 de junio de 1892. Basándose en el lenguaje de la carta original de Public Square de Connecticut Land Company, se consideró que la Comisión de Monumentos no necesitaba permiso del gobierno de la ciudad para comenzar la construcción. Esto estableció el control de la Comisión de Monumentos sobre el Cuadrante Sureste. Se revocó la sentencia del tribunal de circuito y se otorgó a la Comisión de Monumentos la autoridad para comenzar la construcción. Gleason escribió: “¡Nuestro Gettysburg había sido peleado y ganado!”. Esto le costó a los contribuyentes 2900 dólares en honorarios legales.
La ciudad nuevamente ofreció cualquiera de los otros tres cuadrantes de la plaza a la comisión sobre la base de que obstruir Euclid Avenue puede no ser deseable considerando el rápido crecimiento de la ciudad y los posibles problemas de tráfico en el futuro. Otras ubicaciones alternativas fueron el cementerio Lake View, el parque Wade y la esquina de las calles Erie y Summit, que es aproximadamente la ubicación del parque Willard actual. Aunque continuó considerando otras opciones, la comisión sostuvo que el cuadrante sureste era el único lugar adecuado y apropiado para el monumento.
A fines de septiembre de 1892 la ciudad solicitó una orden judicial al Tribunal de Circuito de los Estados Unidos para obstaculizar a última hora la construcción del monumento. En octubre, los jueces determinaron que la decisión de la Corte Suprema de Ohio era vinculante y que la autoridad concedida a la Comisión de Monumentos estaba en consonancia con la concesión de tierras original que estipulaba que Public Square se preservaría para uso público. "Con esta decisión, se habían agotado por completo las opciones legales para impedir la construcción del monumento en el cuadrante sureste de la Public Square".

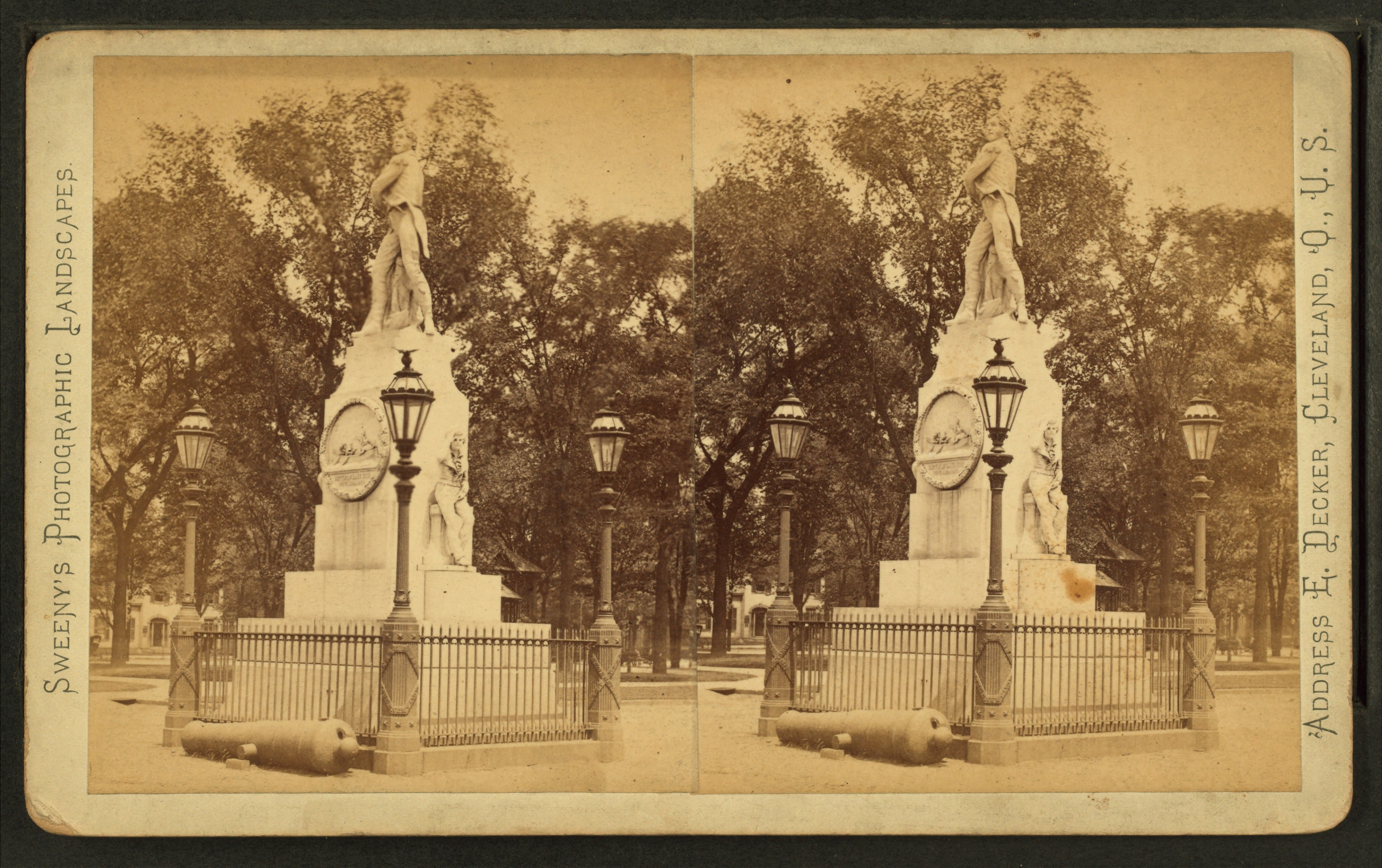
Imagen estereoscópica de la estatua de Oliver Hazard Perry probablemente entre 1880 y 1890.

El 2 de diciembre de 1892, Scofield supervisó la remoción de la estatua del comodoro Oliver Hazard Perry y se la entregó a los funcionarios de la ciudad, tras lo cual fue reubicada en Wade Park. Si bien la ciudad estimó el costo de la mudanza entre 300 dólares y 500 dólares y alegó falta de fondos, la Comisión pagó solo 89 dólares por su remoción. Asimismo, la ciudad había proyectado el costo de reubicar la tubería de agua entre 2 000 dólares y 5 000 dólares y el tiempo para completar el trabajo en cinco semanas. En la primavera de 1893, una nueva administración de la ciudad encabezada por Robert Blee, quien apoyó la construcción del monumento, terminó el trabajo en cuatro días por un costo de 1 248,68 dólares. Los comisionados se jactaron de que costó mucho menos y sucedió mucho más rápido de lo que la ciudad había estado reclamando. El trabajo de construcción del monumento comenzó en serio en la primavera de 1893 y continuó durante todo el año. Cuando se completó el monumento, se habían gastado más de 272 800 dólares en su construcción, lo que equivale a más de 7 millones de dólares en la actualidad, ajustados por inflación.

### Dedicación (1894)
El 4 de julio de 1894, se inauguró el Monumento a los soldados y marineros del condado de Cuyahoga en el cuadrante sureste de Public Square. El evento contó con la presencia de una lista repleta de estrellas de personas destacadas y comenzó con un saludo de cien armas. El exgobernador de Ohio, Joseph Foraker, habló en el evento. Al igual que el veterano de la Guerra de Secesión, actual gobernador de Ohio y futuro presidente William McKinley. A pesar de la lluvia durante todo el día, miles de veteranos del Ejército y la Armada, representantes del Gran Ejército de la República, Ciudad y organizaciones fraternales, dignatarios, clérigos, coros escolares y músicos se reunieron para una extravagancia patriótica.

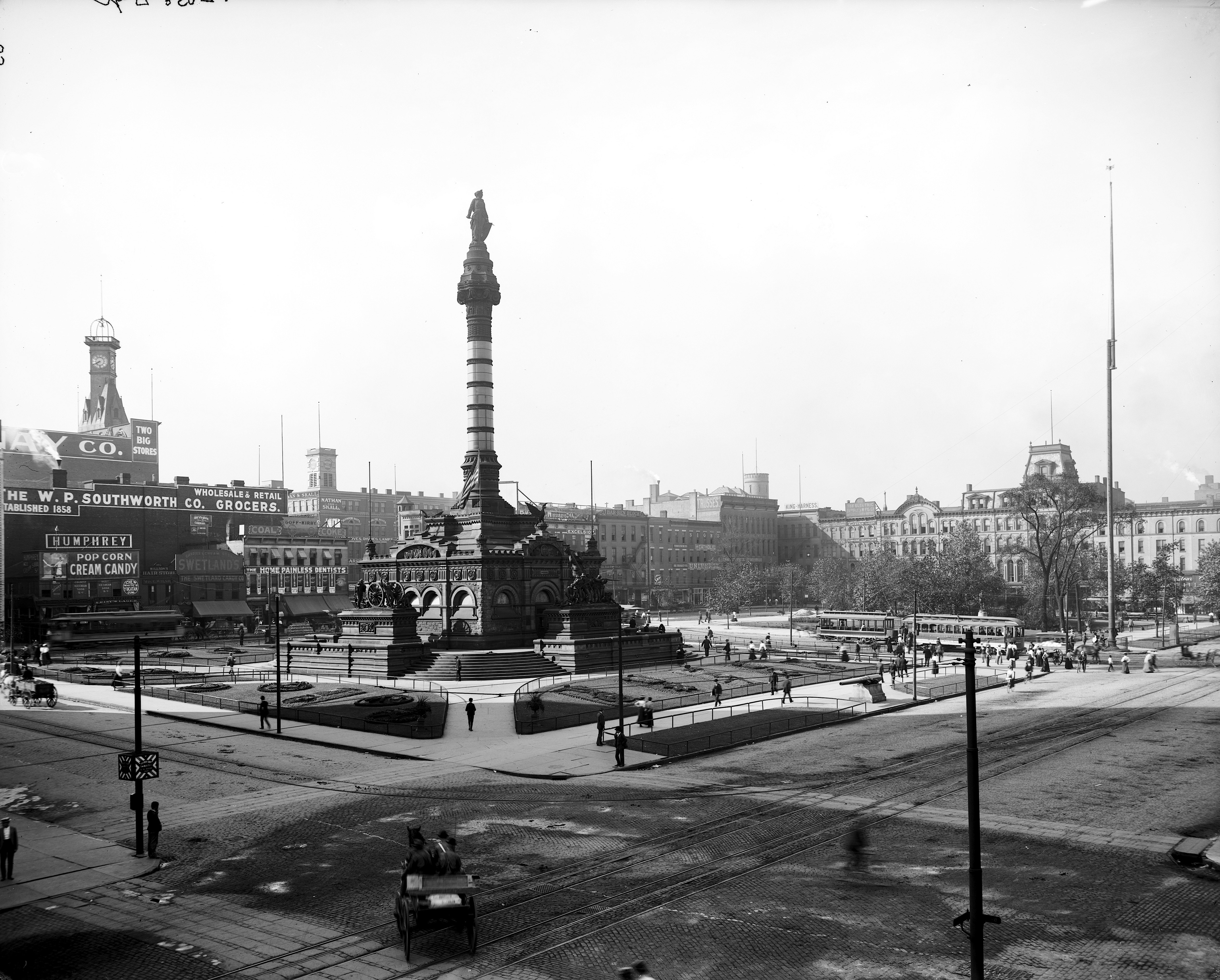
El Monumento a los Soldados y Marineros c. mil novecientos.

### 1896-1970
En las décadas siguientes, el monumento albergó muchos eventos de alto perfil. Fue un punto focal durante la celebración de 1896 del centenario de la fundación de Cleveland. Se construyó parcialmente un gran arco temporal en el cuadrante sureste para el evento.
En septiembre de 1901 Cleveland fue sede del 35º Campamento Nacional del Gran Ejército de la República. El evento vio a más de 293 000 personas viajar a Cleveland. El presidente William McKinley, quien habló en la inauguración del monumento, estaba programado para hablar en el evento a su regreso de la Exposición Panamericana que se lleva a cabo en Búfalo. El lujoso evento se vio obstaculizado cuando la noticia del asesinato del presidente y su posterior muerte unos días después conmocionó a la nación. El monumento, así como gran parte del centro de Cleveland, estaba adornado con telas oscuras y solemnes expresiones de luto.
Con el cambio de siglo, el monumento siguió siendo extremadamente popular entre los veteranos y muchos residentes del condado de Cuyahoga. Sin embargo, su ubicación en la Public Square y la singularidad de su arquitectura volvieron a ser objeto de críticas. En 1930, un plan para embellecer el cementerio de la calle Erie recomendó trasladar el monumento al cementerio y someterlo a una extensa restauración. Aunque este plan no se llevó a cabo, la estructura recibió su primera limpieza en 1932. En 1943, una propuesta para construir un extenso sistema de metro con una gran estación central debajo de Public Square amenazó la posición del monumento en Public Square. Sin embargo, este plan no se llevó a cabo. Una limpieza formal se llevó a cabo de nuevo en 1946.

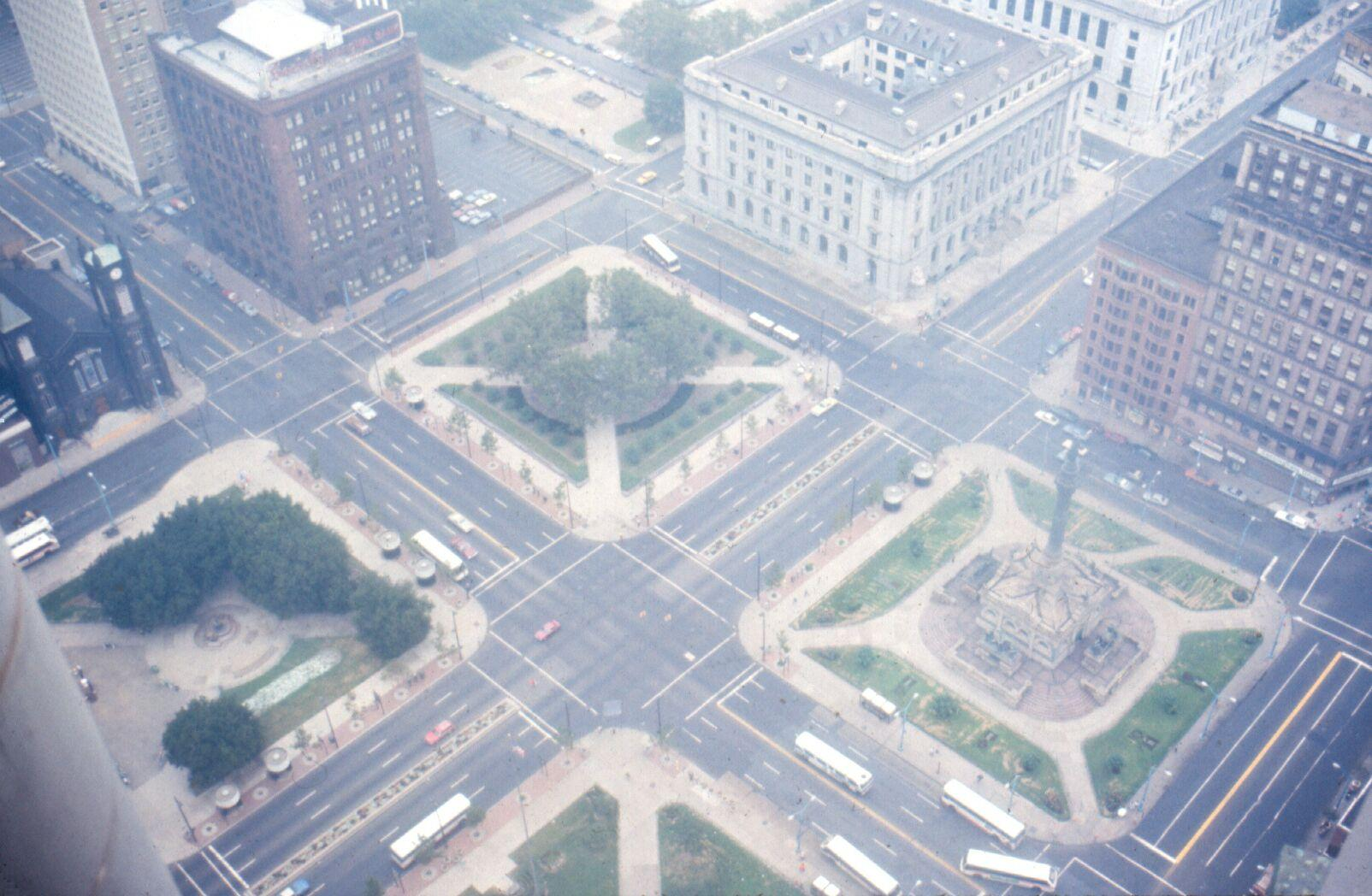
Public Square y el Monumento a los Soldados y Marineros tal como aparecía en 1985, antes del rediseño de los jardines en 1988.

Del 10 al 14 de agosto de 1947, Cleveland fue sede del 81.er Campamento Nacional del Gran Ejército de la República. Sin embargo, este evento fue considerablemente más pequeño que el evento de 1901 ya que el Gran Ejército de la República solo tenía 66 miembros restantes, la mayoría de los cuales estaban bien entrados en su novena década de vida.
En 1959, un plan maestro del centro revivió la idea de construir una estación de metro debajo de la plaza. Esto habría requerido que el monumento fuera reubicado en el cuadrante noroeste. Durante este período, se utilizó una solución de ácido para limpiar las paredes del monumento, despojando inadvertidamente los colores originales que habían sido pintados en la piedra, dejando el interior seriamente alterado. Permanecería así durante más de medio siglo.
La agitación política de las décadas de 1960 y 1970 provocó una avalancha de oposición estilística e ideológica al monumento. A lo largo de este período se propusieron planes para modernizar la Public Square, la mayoría de los cuales incluían la eliminación del monumento. El monumento fue escenario de protestas y manifestaciones durante la Guerra de Vietnam.

### Restauración y centenario (1980-2000)

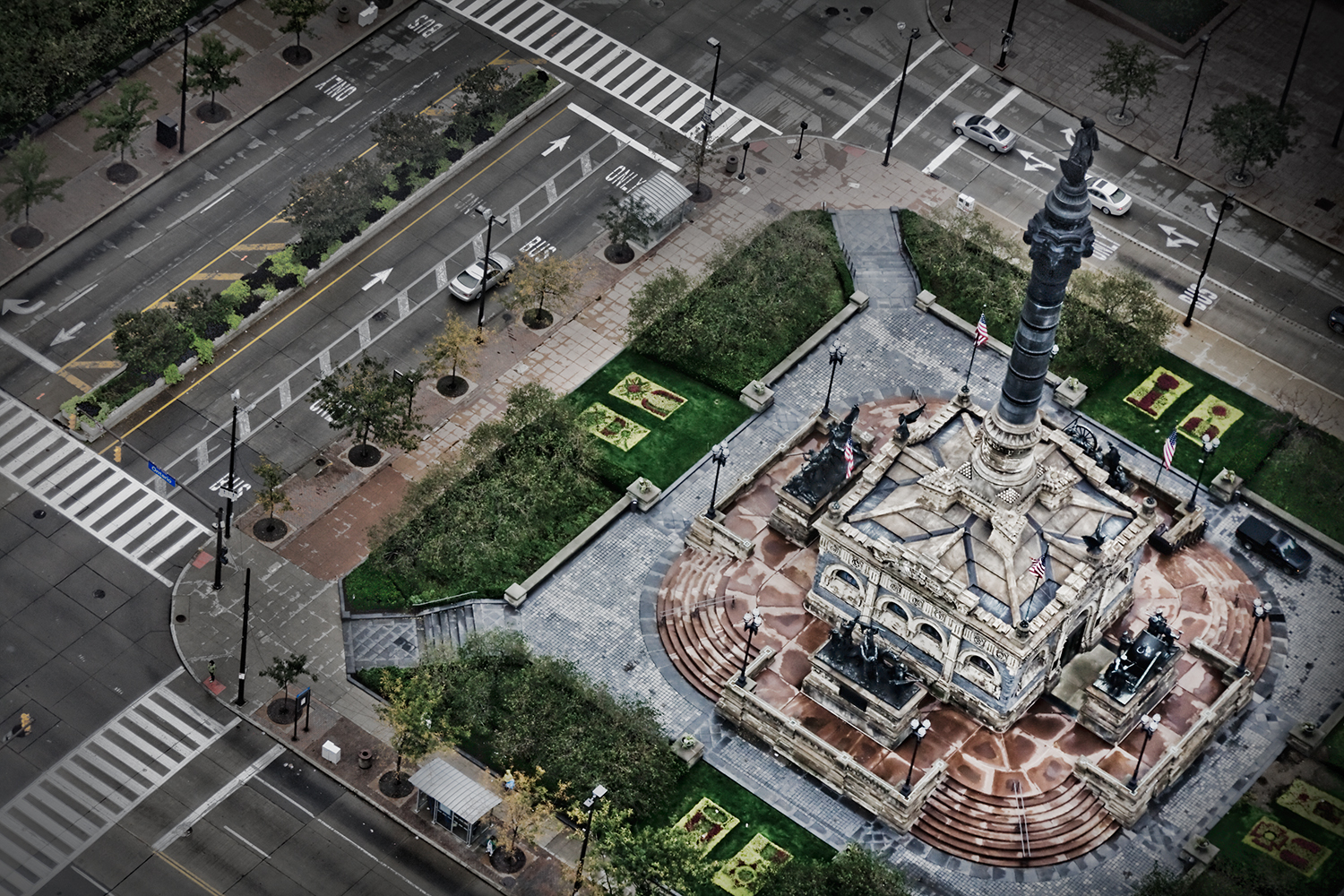
El cuadrante sureste después del rediseño de 1988 y antes de la extensa renovación de 2015-2016 de Public Square.

La demolición explosiva de los edificios Cuyahoga y Williamson en 1982, para permitir la construcción del edificio Sohio, dejó el monumento de casi 90 años y sus estatuas cubiertas de polvo. El arquitecto del condado Berj Shakarian informó en 1983 que se necesitarían más de 150 000 dólares para las reparaciones estructurales del monumento. A medida que se descubrieron más problemas, el precio total de estas reparaciones aumentó a más de 512 000 dólares. Shakarian siguió involucrado con el monumento. En 1988, dirigió el extenso rediseño del cuadrante sureste. Shakarian se convirtió en fideicomisario del monumento en 2011.
El centenario del monumento se celebró el 2 de julio de 1994 con una gran ceremonia. El destacado historiador de la Guerra de Secesión James McPherson habló en el evento. El gobernador de Ohio, George V. Voinovich, también asistió a la ceremonia.

### Amplia renovación (2008-2010)

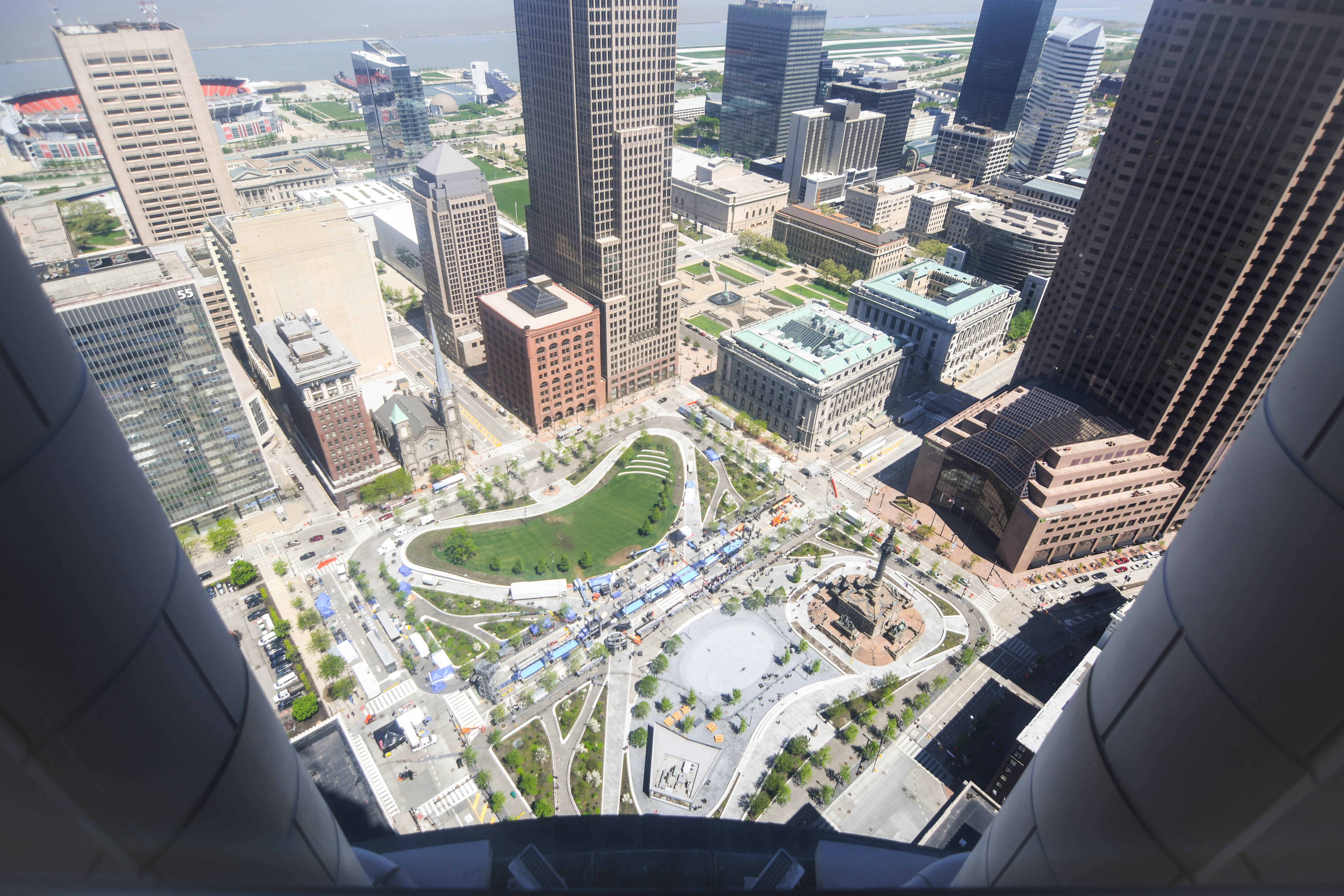
Rediseño de Public Square que muestra el curso establecido para American Ninja Warrior que se filmó justo afuera del Monumento a los Soldados y Marineros en 2017.

En 2008, la estructura que ahora tiene 114 años había comenzado a mostrar su edad. En 2006, los comisionados del condado de Cuyahoga recomendaron una modesta restauración de la estructura de  1 millones de dólares. Sin embargo, luego de una mayor investigación de las necesidades del monumento, se determinó que se necesitarían 2 millones de dólares para completar el proyecto. Bajo la dirección del entonces presidente de la Comisión de Monumentos, Neil K. Evans, este dinero se recaudó de fuentes federales, estatales y del condado, así como de corporaciones locales, fundaciones, empresas, grupos de veteranos y particulares. El trabajo de restauración de la coloración original del interior fue asistido por personas del Museo de Arte de Cleveland y el Museo de Historia Natural de Cleveland. Estos esfuerzos fueron ampliamente elogiados en ese momento. El monumento se reabrió en diciembre de 2009 y se volvió a dedicar oficialmente el 5 de junio de 2010, con una gran ceremonia. Hoy, uno puede entrar al monumento y experimentarlo tal como estaba previsto en 1894.

### 2010-presente
En 2011, los investigadores descubrieron que los nombres de 140 soldados negros de la zona se omitieron en las tablillas. El 19 de junio de 2019, después de más de una década de extensa investigación, 107 miembros de las Tropas de Color de los Estados Unidos se agregaron oficialmente al Cuadro de Honor del monumento con una ceremonia formal.
En 2015, la renovación propuesta de 32 millones de dólares de Public Square resultaría en cambios importantes en el área que rodea el monumento. Esto incluyó la revisión del diseño de cuatro cuadrantes al estilo de Nueva Inglaterra originalmente trazado por Moses Cleaveland en 1796. La construcción comenzó en marzo de 2015 y se completó oficialmente el 30 de junio de 2016, con la nueva dedicación de Public Square.

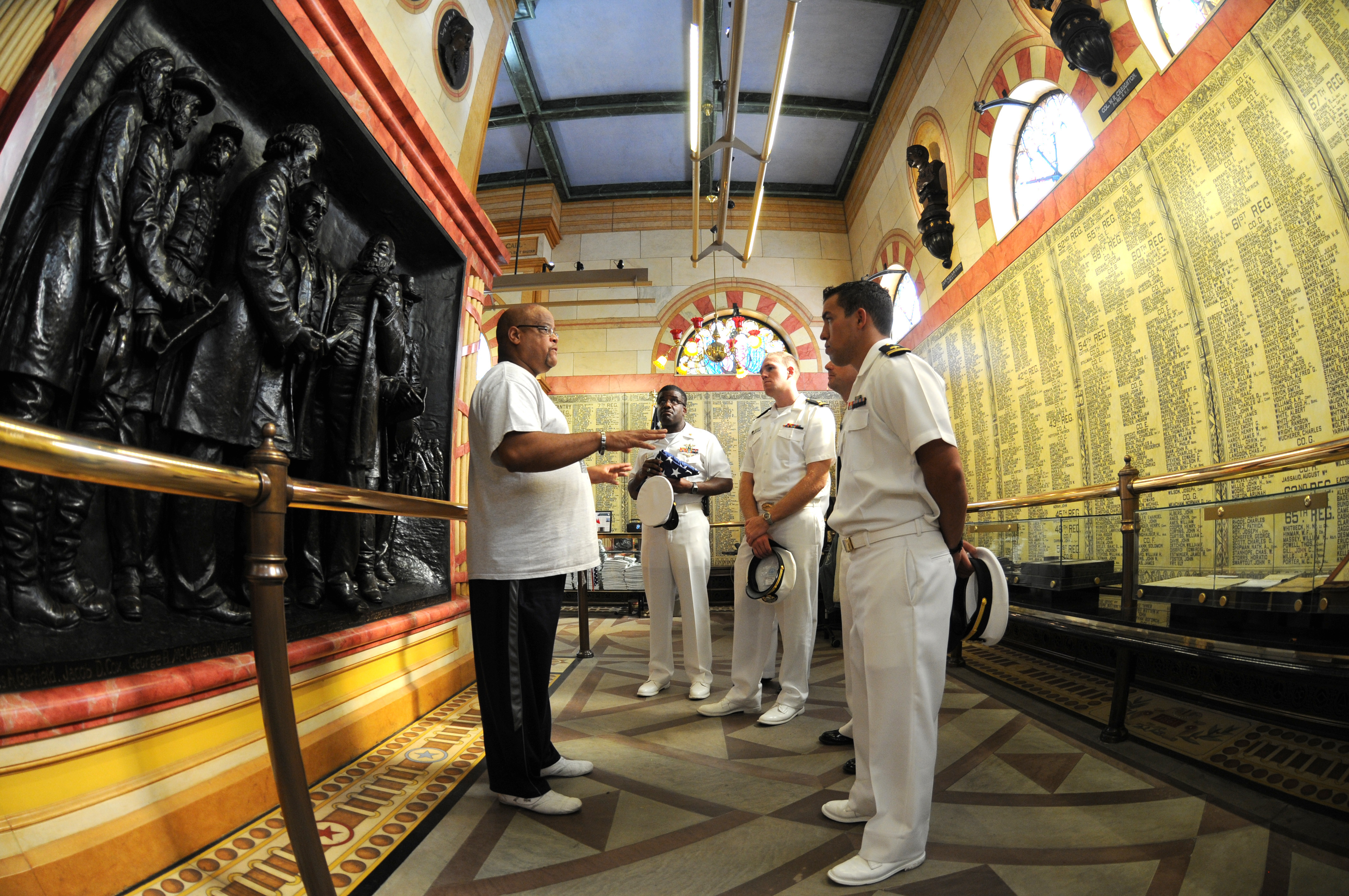
Marineros del submarino de misiles guiados recorra el monumento con el submarinista retirado de la Marina Timothy Leslie durante la Semana de la Marina de Cleveland en 2010.

Durante la Convención Nacional Republicana de 2016 que se celebró en Cleveland, la Public Square y el monumento fueron escenario de numerosas manifestaciones.
En 2017, el programa de televisión American Ninja Warrior se filmó en la Public Square recientemente rediseñada, justo afuera del Monumento a los Soldados y Marineros.
El 4 de julio de 2019 se celebró el 125 aniversario de la dedicación del monumento con una ceremonia en la Public Square. El discurso de apertura corrió a cargo del Mayor General John C. Harris Jr., ayudante general de la Guardia Nacional del Ejército de Ohio.
El monumento sigue siendo una atracción popular tanto para los turistas como para los residentes locales. De visita gratuita, alrededor de 40.000 visitantes pasan por la sala de placas cada año.

## Diseño exterior

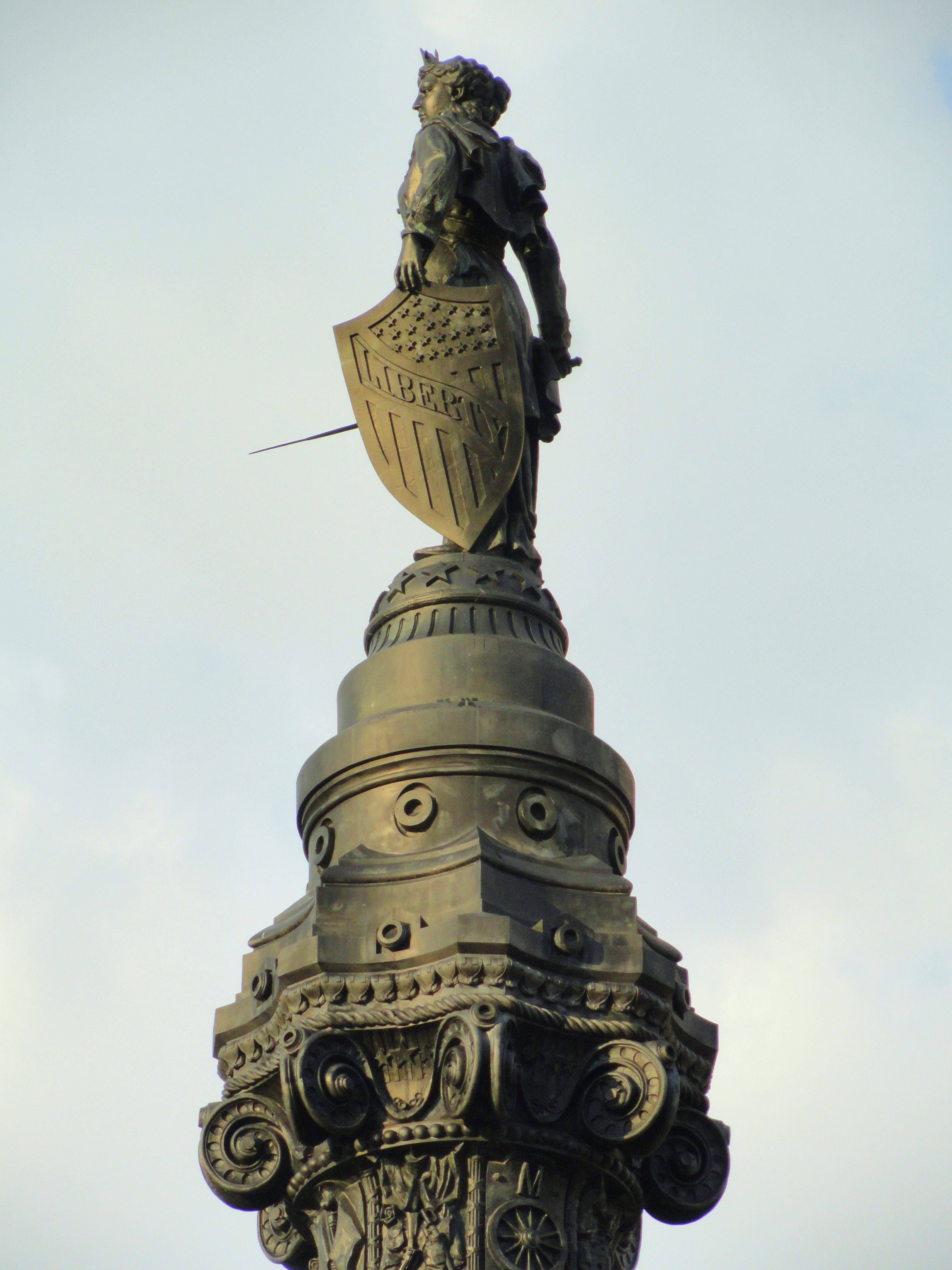
La Libertad y el ornamentado capitel sobre el que se alza.

### Arquitectura
El monumento sirve como un ejemplo único de la arquitectura de finales del siglo XIX. El arquitecto Levi Scofield deseaba crear una estructura que incorporara elementos arquitectónicos tradicionales infundidos con imágenes y simbolismos militaristas. Por ejemplo, los soportes debajo de las ventanas arqueadas representan cañones vueltos hacia arriba, mientras que los bordes de las columnas que se extienden a lo largo del edificio representan baquetas rematadas con capiteles hechos con bolsas de municiones.
El fuste central está compuesto de granito Quincey y mide 38,1 m de alto cubierto con una personificación de la libertad de 4,5 m. La figura, que viste una levita militar y sostiene una espada y un escudo, está orientada hacia el norte. El capitel del eje presenta imágenes militaristas y las bandas que envuelven la parte media del eje tienen inscritos los nombres de las principales batallas de la Guerra de Secesión.
Los cuatro mástiles de bandera que anclan las esquinas del edificio están adornados con la intención de parecerse a balas de cañón apiladas. Grandes águilas de bronce se sientan sobre las puertas norte y sur. A lo largo de la parte superior de la estructura, los emblemas de las insignias del cuerpo están tallados en piedra. Estos diseños se reflejan en las exhibiciones florales anuales que han sido una tradición desde 1894.
Hay un marcador del Servicio Geológico de los Estados Unidos instalado en el lado noroeste de la explanada. El punto de referencia probablemente se colocó alrededor del cambio de siglo e indica una elevación de 668 pies sobre el nivel del mar.

### Paisajismo

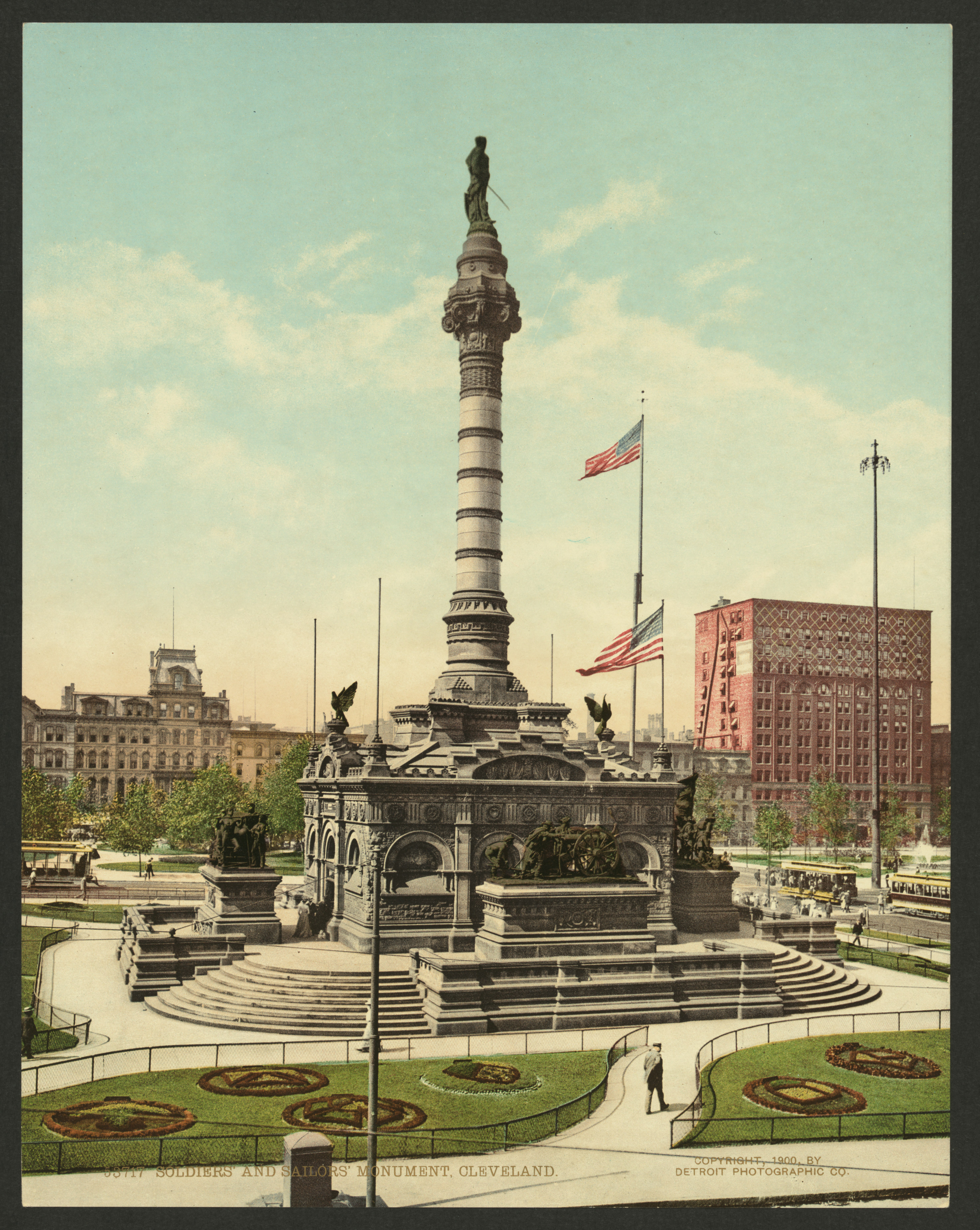
Impresión fotomecánica c.1900 que muestra el diseño original del paisaje, con las insignias del cuerpo.

Como parte de los diseños originales del Monumento a los Soldados y Marineros, los macizos de flores que rodeaban la estructura estaban decorados con las insignias de los cuerpos utilizados durante la Guerra de Secesión, así como con otras imágenes militares. Estos diseños se mantuvieron de alguna forma durante gran parte de la historia de la estructura hasta el rediseño de 1988 del cuadrante sureste que cambió el diseño y la posición de los jardines. La forma más moderna de los jardines que surgió del rediseño de Public Square en 2016 resultó en cambios adicionales en el paisaje exterior. Si bien las insignias de la insignia del cuerpo todavía se incluyen en los diseños de las camas Norte y Oeste, las camas Sur y Este ahora incorporan otros diseños, como una insignia GAR, un swoosh patriótico y un ancla.

### Agrupaciones estatuarias
La explanada superior está hecha de arenisca roja de Medina y presenta cuatro grandes grupos de estatuas de bronce: Práctica de mortero, A corta distancia, La guardia de bandera y la Guardia avanzada. Las agrupaciones de estatuas de bronce se alzan sobre pedestales de piedra arenisca de Berea y representan escenas que muestran las cuatro ramas de las fuerzas armadas en el momento de la Guerra de Secesión.

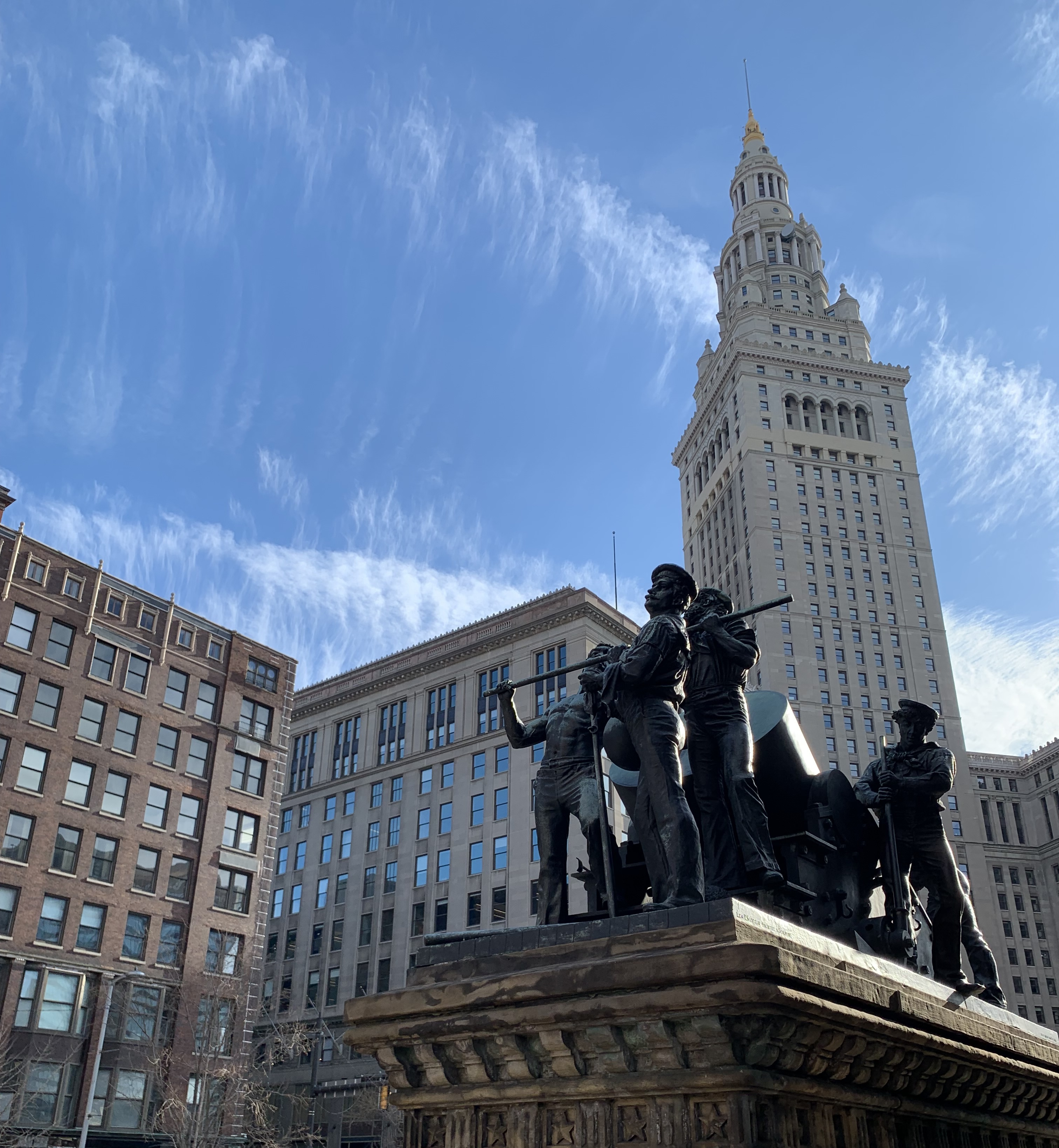
A corta distancia, con la Terminal Tower al fondo

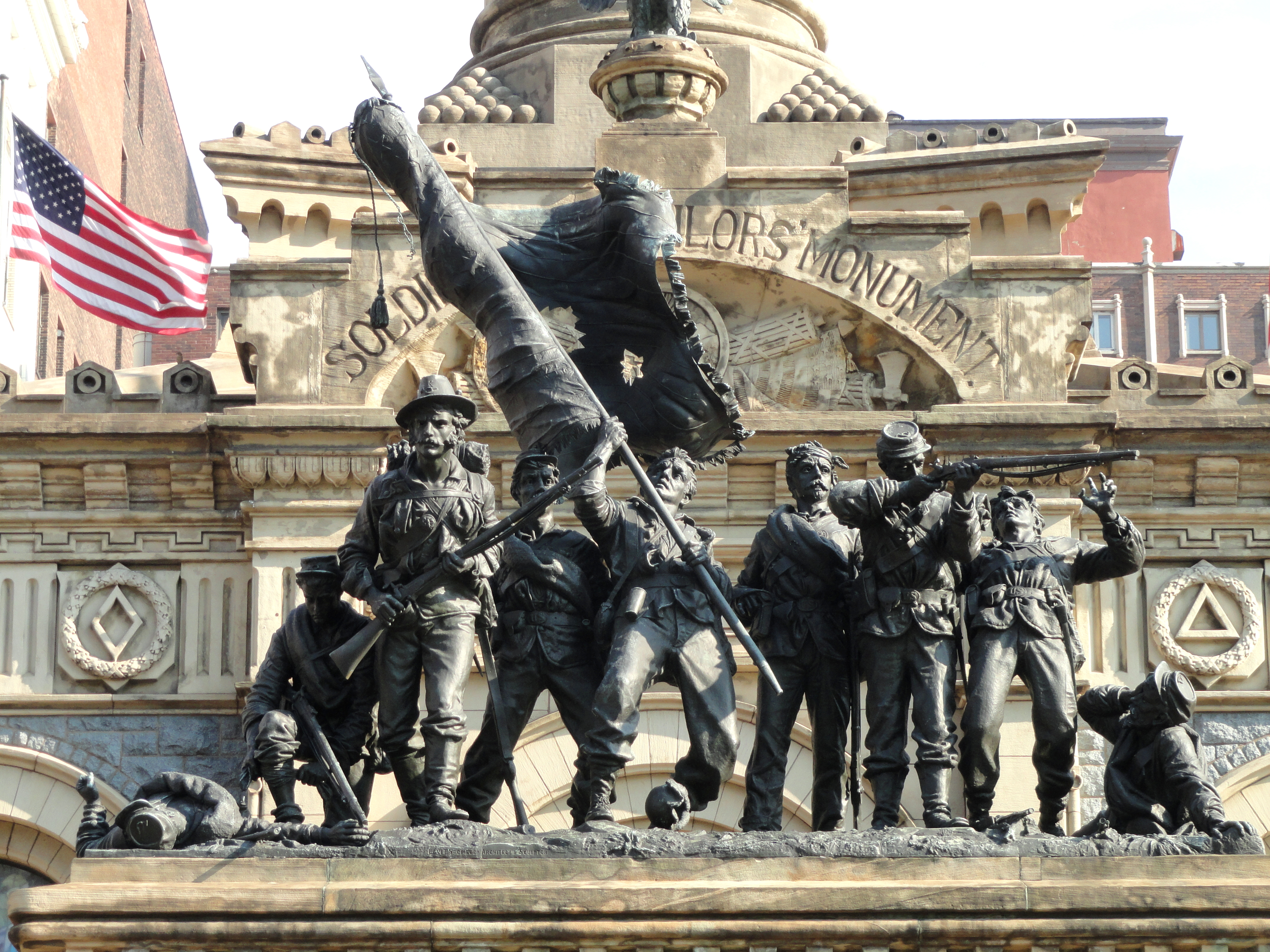
La guardia de color

#### Práctica de mortero
Práctica de mortero (Mortar Practice) honra a la Marina y no presenta bajas. Representa una escena cerca de la isla No. 10 en el río Misisipi, donde un oficial y cinco hombres están cargando un mortero, en preparación para el bombardeo de trincheras.

#### A corta distancia
A corta distancia (At Short Range) destaca la Artillería. Se ve a un oficial intentando apuntar con un cañón, sin saber que dos de sus hombres han caído.

#### La guardia de color
La guardia de color (The Color Guard) honra a la Infantería y es la única estatua que representa una batalla conocida. Levi T. Scofield, que sirvió en el 103.er Regimiento de Infantería de Voluntarios de Ohio, eligió representar al 103.er comprometido en la Batalla de Resaca, Georgia. Esto se consideró en gran medida como una derrota de la Unión y la agrupación es el monumento de Scofield a su regimiento y los hombres perdidos en la batalla. Todas las figuras de este grupo han resultado muertas o heridas.

#### La Guardia Avanzada
La Guardia Avanzada (The Advanced Guard) honra a la Caballería. Representa un destacamento de la Unión que se ha encontrado con tropas enemigas. Se ve a un soldado de la Unión, todavía a horcajadas sobre su caballo herido, disparando su pistola a un soldado enemigo a quemarropa. Se ve a otro soldado de la Unión apuntando su carabina hacia el sur. Un corneta se encuentra en el borde de la escena, pidiendo ayuda para los soldados asediados de la Unión.

## Diseño de interiores

### Visión general
El interior del monumento alberga una sala de lápidas conmemorativas con tablillas de mármol a lo largo de las paredes exteriores con los nombres de los veteranos del condado de Cuyahoga grabados. Los muros interiores, que rodean la base del gran fuste de granito, presentan cuatro grandes paneles de bronce con representaciones de tamaño natural de escenas de la Guerra de Secesión. Sobre los paneles de las paredes interiores hay una serie de medallones de figuras militares notables de toda la Guerra de Secesión. En las lápidas conmemorativas en las paredes exteriores hay bustos de personas notables del condado de Cuyahoga que murieron en el conflicto.

### Vitrales
Hay 14 vitrales que se encuentran sobre las lápidas conmemorativas. Diseñados por una fábrica de vidrio local conocida como H. W. Lewis & Co., representan las armas y pertrechos de las diversas ramas de las fuerzas armadas correspondientes a la agrupación de estatuas en el exterior. Durante la renovación de 2008, se quitaron y se volvieron a colocar plomo. Este trabajo fue realizado por Whitney Stained Glass Studios.

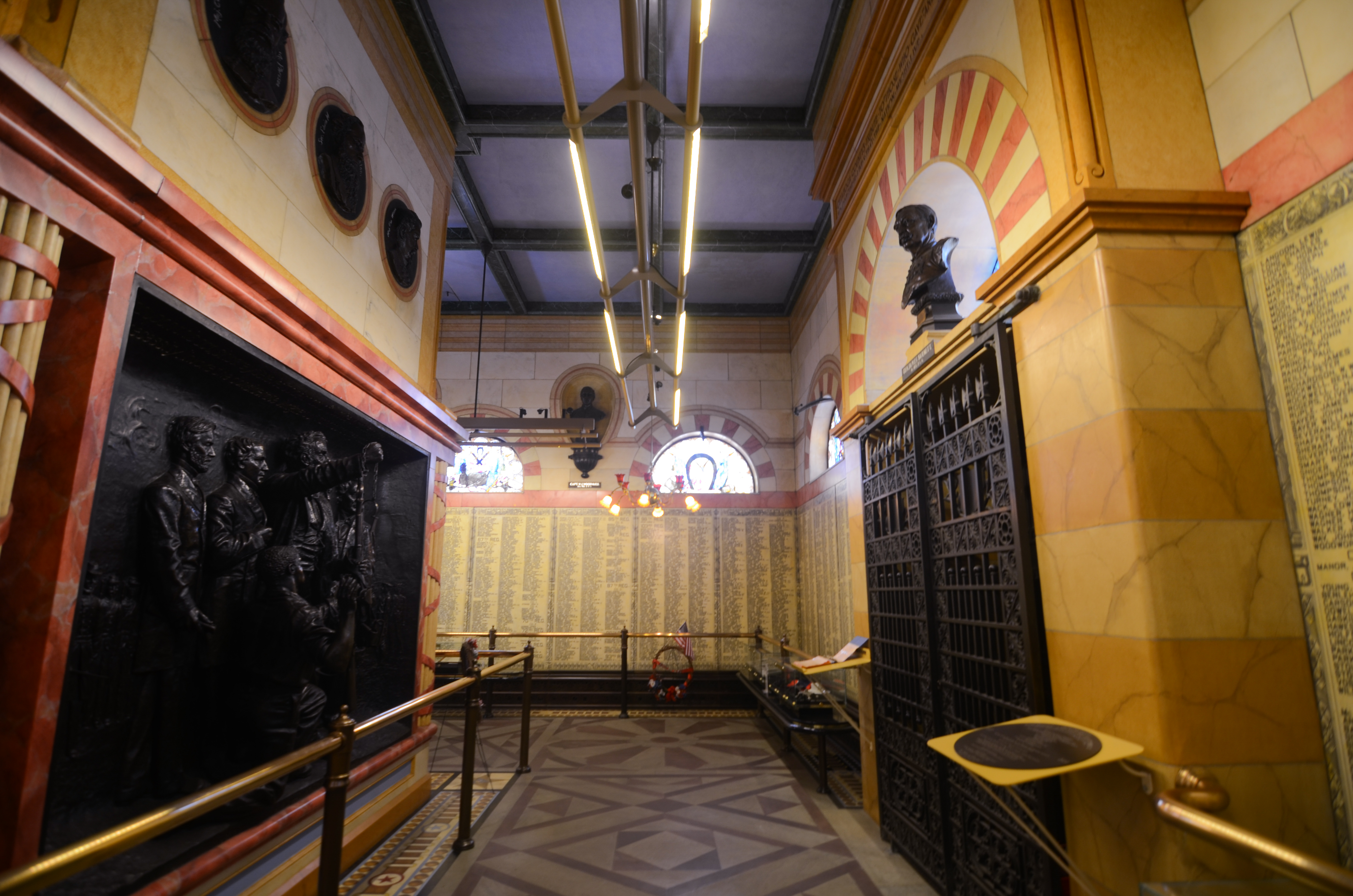
Lado norte del monumento.

### Paneles de bronce

#### La Sociedad de Ayuda a los Soldados del Norte de Ohio y la Comisión Sanitaria
Al entrar por las puertas del sur, el primer panel que uno encontrará honra a la Comisión Sanitaria y Sociedad de Ayuda a los Soldados del Norte de Ohio. Iniciada en abril de 1861, poco después del disparo de Fort Sumter, la Sociedad de Ayuda a los Soldados brindó apoyo tanto a los soldados estacionados en los muchos campamentos cercanos, como a las familias locales de los soldados que se habían ido a luchar en nombre de la Unión. La Sociedad de Ayuda a los Soldados se convirtió en una rama de la Comisión Sanitaria de los Estados Unidos, una organización nacional en su mayoría de mujeres que apoyaba a los soldados del Ejército de la Unión proporcionando suministros, experiencia médica y otros servicios, como los hogares de los soldados. A pesar de ser una rama más pequeña en comparación con otras partes de la Unión, las mujeres de la Comisión Sanitaria del Norte de Ohio recaudaron casi 1 millón de dólares en suministros para apoyar a los soldados de la Unión. Reconocer los esfuerzos de las mujeres de esta manera fue progresivo para la época.
Este panel presenta figuras de tamaño natural de personas que incluyen a Rebecca Cromwell Rouse, una importante organizadora y reformadora de servicios sociales; Lucy Webb Hayes, primera dama de los Estados Unidos; así como una monja católica, que se cree que es una Hermana de la Caridad, a quien se ve vendando el brazo de un hombre herido.
Personas representadas (de izquierda a derecha, nombres tal como aparecen): Sra. John Shelly, la señorita Ellen Terry, la Sra. WM Melhinch, Sra. Benjamin Rouse, Srta. Sara Mahan, Srta. Mary C. Brayton, Sra. JA Harris, Sra. Rutherford B. Hayes y la Sra. Peter Thatcher, monja católica no identificada.

#### El comienzo de la guerra en Ohio
Moviéndose en el sentido de las agujas del reloj, el panel Comienzo de la guerra muestra a los tres gobernadores de Ohio en tiempos de guerra, William Dennison Jr., David Tod y John Brough en el centro. Rodeando a estos hombres hay generales de división de Ohio o a cargo de las tropas de Ohio. Estos incluyen a James A. Garfield, Jacob D. Cox, George B. McClellan, William S. Rosecrans, Rutherford B. Hayes y Quincy A. Gilmore. En el fondo del panel, hay una representación de civiles inscribiéndose para el servicio militar a la derecha y, a la izquierda, partiendo para la guerra en uniforme.
Individuos representados: James A. Garfield, Jacob D. Cox, George B. McClellan, William Dennison, David Tod, John Brough, William S. Rosecrans, Rutherford B. Hayes, Quincy A. Gilmore.

#### El Panel de Emancipación
Este panel representa dos piezas importantes de la legislación federal: la Proclamación de Emancipación y la creación de las Tropas de Color de los Estados Unidos. Detrás de Abraham Lincoln se encuentran cuatro figuras importantes de Ohio que lucharon por la emancipación: Joshua R. Giddings, Benjamin Wade, Salmon P. Chase y John Sherman. Se ve a Abraham Lincoln, que se encuentra en el centro, entregando un rifle sindical a un hombre afroamericano llamado Dan R. Field, quien se ve juramentado en el ejército. El panel mira hacia el norte.
Individuos representados: John Sherman, Salmon P. Chase, Dan R. Field, Abraham Lincoln, Benjamin F. Wade, Joshua R. Giddings.

#### Los pacificadores en City Point
Los pacificadores en City Point (The Peace-Makers at City Point) representa una reunión alegórica entre Abraham Lincoln y sus generales y almirantes discutiendo cómo se terminaría la guerra. Aunque no todos los hombres representados en este panel estaban en el mismo lugar al mismo tiempo, la representación se inspiró en un consejo de guerra real que tuvo lugar en marzo de 1865 entre el presidente Lincoln, el general Ulysses Grant, el general William Sherman y el almirante David Dixon Porter en el extranjero el barco de vapor llamado River Queen cerca de City Point. En esta reunión, Lincoln expresó su deseo de un rápido final de la guerra y un trato magnánimo a los rebeldes a partir de entonces. La postura agresiva del general Sherman representa su oposición a los deseos de Lincoln, que se para tranquilamente. Esto contrasta la postura de Sherman mientras Grant se para a un lado.
El panel refleja la conocida pintura de 1868 llamada The Peacemakers de George P. A. Healy.
Individuos representados: George A. Custer, Phillip H. Sheridan, George Crook, Ulysses S. Grant, John A. Rawlins, Abraham Lincoln, Robert T. Lincoln, Mortimer D. Leggett, Wm.T. Sherman, GK Warren, George G. Meade, EOC Ord, David D. Porter, AA Humphreys

### Medallones
Los medallones de bronce están adheridos a la pared interior sobre los paneles de bronce y representan a habitantes notables de Ohio asociados con la Guerra de Secesión.

#### Muro norte
- James B McPherson
- Edwin M Stanton
- William Babcock Hazen

#### Muro Sur
- Alvin Coe Voris
- John Johnson Elwell
- John Stephen Casement

#### Muro este
- Alexander Mc Dowell McCook
- James Blair Steedman
- Fuerza de Manning-Ferguson

#### Muro Oeste
- Emerson Opdycke
- Jorge Washington Morgan
- Carlos A. Hartman

## Homenajeados notables

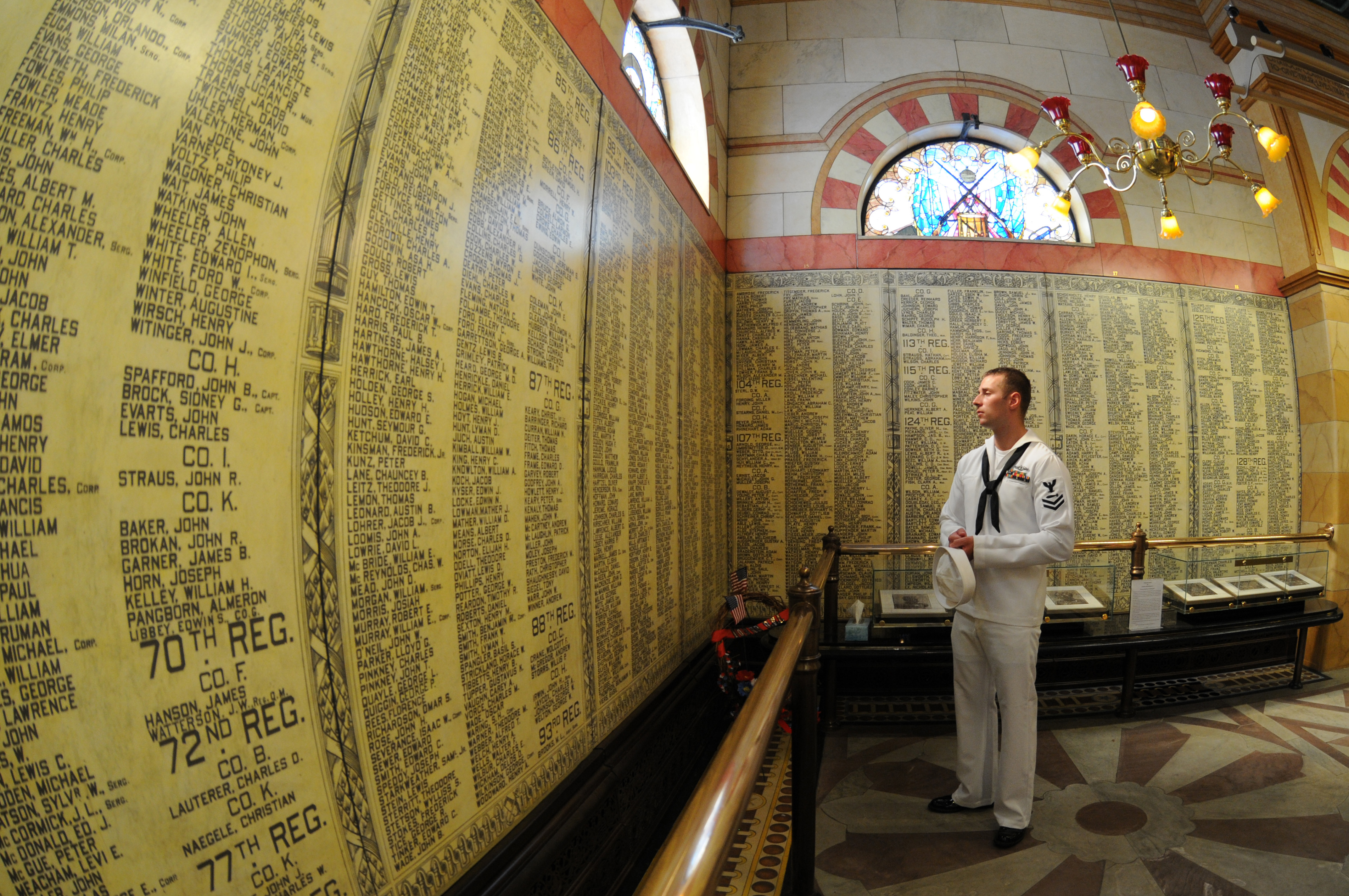
Miembro de la Marina estudia los nombres de los veteranos de la Guerra de Secesión grabados en las placas de mármol.

### Lista de honor
- James Barnett: oficial de mayor rango del condado de Cuyahoga durante la Guerra de Secesión, hombre de negocios y filántropo:[25] placa 27, busto de la puerta norte
- Henry D. Coffinberry: pionero de la industria naviera moderna de los Grandes Lagos, presidente de American Ship Building Company:[26] placa 36
- Henry Kirke Cushing – Médico, educador y reformador médico, padre de Harvey Cushing[27] – Tableta 1
- John H. Devereaux: ingeniero civil, destacado ejecutivo ferroviario, comprador original de The Spirit of '76 en el que su hijo, Henry Devereaux, modeló como el baterista[28][29][30] - Tableta 36
- Franz Frey - Medalla de Honor por su valentía durante el Sitio de Vicksburg el 22 de mayo de 1863 - Tableta 6
- William Gleason - Presidente de la Comisión de Monumentos a los Soldados y Marineros, Secretario de la Biblioteca Pública de Cleveland[31] - Tableta 21
- Marcus Alonzo Hanna: empresario, senador republicano por Ohio, presidente del Comité Nacional Republicano y asesor cercano del presidente William McKinley:[32] placa 20
- Charles Hartman - Forense del condado de Cuyahoga, único cirujano del regimiento de la Unión muerto en batalla[3] - Tablilla 4, Medallón del muro oeste
- Joseph A. Joel - Editor y publicador de Grand Army Gazette, amigo de Rutherford B. Hayes, autor de un artículo de 1866 en el Jewish Messenger que detalla su observancia de la Pascua mientras estaba en el ejército de la Unión[33][34] - Tablilla 4
- Simon Perkins – Senador y representante del estado de Ohio, socio comercial de John Brown, hijo de Simon Perkins[35] – Tableta 36
- Jay C. Morse: cofundador de Pickands Mather & Company, agente marítimo de Cleveland Iron Mining Company.[36] – Tableta 20
- James S. Pickands – Cofundador de Pickands Mather & Company – Tableta 1[37]
- Franklin Rockefeller – Empresario, cofundador de Union Sulphur Company,[38] Hermano separado de John D. Rockefeller[39] – Tableta 2
- Levi Tucker Scofield: destacado arquitecto y escultor, comisionado del monumento a los soldados y marineros, primer arquitecto de Cleveland en unirse al Instituto Estadounidense de Arquitectos, autor de The Retreat from Pulaski to Nashville[3][40][41] - Tableta 14, Sur Busto de puerta
- Zephaniah Swift Spaulding – Designado por el presidente Andrew Johnson para servir como cónsul estadounidense en el Reino de Hawái, hijo de Rufus Spalding[42] – Tablilla 5
- Anson Stager – Ejecutivo de Western Union, Jefe del Departamento de Telégrafo Militar (1861-1868)[43] – Tableta 36
- George Steinbrenner – Abuelo de George Michael Steinbrenner III – Tablilla 2
- Randall P. Wade - Empresario, secretario jefe de operaciones de telégrafo militar, hijo de Jeptha Homer Wade, padre de Jeptha Homer Wade II[44] - Tableta 36
- Charles Whittlesey – Geólogo, cofundador y presidente de la Sociedad Histórica de la Reserva Occidental[45] – Tableta 4
- Edward P. Williams – Cofundador de Sherwin-Williams[46] – Tableta 12

### Sociedad de ayuda a los soldados del norte de Ohio
- Mary Clark Brayton - Secretaria de la Sociedad de Ayuda a los Soldados de Cleveland, coautora de Our Acre and Its Harvest, coorganizadora de la Feria Sanitaria del Norte de Ohio[47][48]
- Rebecca Cromwell Rouse - filántropa, reformadora, fundadora de la Primera Iglesia Bautista de Greater Cleveland, The Cleveland Ladies Temperance Union y Protestant Orphan Asylum, organizadora de Cleveland Soldiers 'Aid Society[47][49]
- Ellen F. Terry - Tesorera de la Sociedad de Ayuda a los Soldados de Cleveland, coautora de Our Acre and Its Harvest, coorganizadora de la Feria Sanitaria del Norte de Ohio[47][48]